# Wake Up! (альбом Джона Ледженда и The Roots)
Wake Up! — совместный студийный альбом американского R&B-исполнителя Ледженда Джона и хип-хоп группы The Roots, выпущенный 21 сентября 2010 года лейблом GOOD Music и Columbia Records. Он был спродюсирован Леджендом вместе с участниками группы Ахмиром «Questlove» Томпсоном и Джеймсом Пойзероми включает в себя выступления в качестве гостей Клода Смита, Малика Юсефа, Коммона и Мелани Фионы, среди прочих. Вдохновленные президентскими выборами в Соединённых Штатах в 2008 году, Legend и The Roots в основном включали песни соул-музыки 1960-х и 1970-х годов для альбома с социальными темами осведомленности, вовлеченности и сознания.
Альбом дебютировал на восьмом месте в американском чарте Billboard 200, разошедшись тиражом 63 000 копий за первую неделю. После выхода Wake Up! получил положительные отзывы от большинства музыкальных критиков, которые похвалили его постановку, а также обращение артистов и исполнение материала. В 2010 году он получил премию «Грэмми» за лучший R&B альбом.